# サウジアラビアの国王一覧
サウジアラビアの国王一覧（サウジアラビアのこくおういちらん）は、1932年に成立したサウジアラビア王国の国王(マリク)の一覧である。

## 概要
サウジアラビア王位と二聖モスクの守護者たる地位は、1992年に制定された基本法により、初代国王であるアブドゥルアズィーズ・イブン＝サウードの男系の子孫が継承することが定められている（サウード家参照）。一夫多妻制で初代国王には36人の男子がいたため、第2代国王から第7代国王まで兄弟で王位継承を続けてきた。1986年に「国王陛下」から「二聖モスクの守護者」と呼称を変更した。

## 王旗

サウジアラビア王室旗

## 国王の一覧
| 代  | 国王                                                         | 国王 | 出身家     | 在位期間                      | 在位期間     | 備考                                                                    |
| --- | ------------------------------------------------------------ | ---- | ---------- | ----------------------------- | ------------ | ----------------------------------------------------------------------- |
| 001 | アブドゥルアズィーズ・ イブン＝サウード ابن سعود Abdul Aziz  |      | サウード家 | 1932年9月22日 - 1953年11月9日 | 21年 + 48日  |                                                                         |
| 002 | サウード・ ビン・アブドゥルアズィーズ سعود Saud              |      | サウード家 | 1953年11月9日 - 1964年11月2日 | 10年 + 359日 | 初代国王の子                                                            |
| 003 | ファイサル・ ビン・アブドゥルアズィーズ فيصل Faisal          |      | サウード家 | 1964年11月2日 - 1975年3月25日 | 10年 + 143日 | 初代国王の子 第2代国王の異母弟                                          |
| 004 | ハーリド・ ビン・アブドゥルアズィーズ خالد Khalid            |      | サウード家 | 1975年3月25日 - 1982年6月13日 | 7年 + 80日   | 初代国王の子 第3代国王の異母弟                                          |
| 005 | ファハド・ ビン・アブドゥルアズィーズ فهد Fahd               |      | サウード家 | 1982年6月13日 - 2005年8月1日  | 23年 + 49日  | 初代国王の子 第4代国王の異母弟 （スデイリー・セブン）                   |
| 006 | アブドゥッラー・ ビン・アブドゥルアズィーズ عبدالله Abdullah |      | サウード家 | 2005年8月1日 - 2015年1月23日  | 9年 + 175日  | 初代国王の子 第5代国王の異母弟                                          |
| 007 | サルマーン・ ビン・アブドゥルアズィーズ سلمان Salman         |      | サウード家 | 2015年1月23日 - （在位）      | 10年 + 48日  | 初代国王の子 第6代国王の異母弟 第5代国王の同母弟 （スデイリー・セブン） |

## 王位継承候補
- 王位継承候補 第1位 - ムハンマド・ビン・サルマーン王太子（2020年1月時点）